# Trabeculectomía
La trabeculectomía es una intervención quirúrgica que se realiza en oftalmología para tratar el glaucoma. Su finalidad es hacer disminuir la presión intraocular que se encuentra aumentada en esta enfermedad.

## Explicación
Esta cirugía se practica generalmente en personas que presentan un glaucoma de ángulo abierto, cuando este no evoluciona favorablemente tras un tratamiento con fármacos, existiendo el peligro de deterioro severo de la capacidad visual. Consiste en realizar una perforación en la porción más externa del ojo o esclerótica, hasta llegar a un espacio del interior del órgano de la visión que se llama cámara anterior. Por este nuevo conducto creado por la cirugía se consigue que drene hacia el exterior un líquido llamado humor acuoso. El exceso de presión del humor acuoso es la causa del glaucoma. 
La perforación se cubre en su parte exterior con un colgajo de la conjuntiva (la membrana transparente que cubre al ojo), de tal forma que el humor acuoso no puede salir a la superficie y se queda bajo la conjuntiva, donde forma una pequeña burbuja en la que se va reabsorbiendo lentamente.
Para que los resultados de la intervención sean satisfactorios, es necesario que el nuevo conducto creado se mantenga permeable y que la cantidad de humor acuoso que por él se drena sea la adecuada.
Si el nuevo conducto se cierra con el tiempo por cicatrización, la presión intraocular se eleva de nuevo. Por el contrario si el humor acuoso fluye en exceso por la nueva vía, la presión intraocular se reduce en demasía, causando una hipotonía ocular.